# Wincenty Witos
Wincenty Witos (Wierzchosławice; 21 de janeiro de 1874-1945) camponês, foi primeiro-ministro da Polônia em 4 ocasiões: entre 10 e 23 de junho de 1920, de 14 de julho de 1920 a 13 de setembro de 1921, de 18 de maio a 14 de dezembro de 1923, e de 10 a 14 de maio de 1926.